# Hiyu Yamakoshi
Hiyu Yamakoshi (山越陽悠, Yamakoshi Hiyū) né le 13 octobre 2006, est un pilote automobile japonais. Il participe au Championnat d'Europe de Formule Régionale 2025 avec Van Amersfoort Racing.

## Biographie

### Karting
De 2020 à 2022, Yamakoshi participe à deux championnats de karting majeurs : la IAME Japan Series 2020 en catégorie X30 Junior, où il termine 3e, et le Championnat d’Europe CIK-FIA 2022 en catégorie OK avec l’équipe IPK Official Racing Team, où il termine 30e.

### Formule 4

#### Championnat de Formule 4 des EAU
Yamakoshi fait ses débuts en monoplace lors du Championnat de Formule 4 des Émirats arabes unis 2023 avec l'équipe Pinnacle VAR. Il participe à deux des cinq manches du championnat sur le circuit de Kuwait Motor Town, sous licence philippine. Après une première manche sans points, Yamakoshi inscrit les 8 points de la sixième place lors de la seconde course. Il termine 22e du championnat.
Yamakoshi devait participer aux deux dernières manches du championnat de Formule 4 des Émirats arabes unis 2024 avec Pinnacle Motorsport, mais il a dû renoncer à la dernière épreuve en raison d'une blessure. Il termine le championnat à la 32e place.

#### Championnat de France de Formule 4
Yamakoshi dispute le Championnat de France de Formule 4 2023 pour sa première saison complète. Lors des deux premières manches, il entre régulièrement dans les points, décrochant même son premier podium lors de la dernière course de la deuxième manche, disputée à Magny-Cours. Il obtient ensuite un autre podium dès la première course de la troisième manche à Pau. Il doit abandonner lors de l’épreuve suivante avant de terminer la dernière course du week-end dans les points, signant également son tout premier meilleur tour en course.
La quatrième manche à Spa-Francorchamps lui permet là aussi d'inscrire de nombreux points. Il signe son deuxième meilleur tour de sa saison lors de la deuxième course, puis obtient son meilleur résultat en décrochant une 2e place lors de la troisième course. La cinquième manche à Misano est cependant plus difficile, où il ne parvient pas à intégrer le top 10 dlors des trois courses, terminant respectivement 17e et 12e avant d'abandonner lors de la dernière course.
L’avant-dernière manche du championnat à Lédenon commence mal pour Yamakoshi, contraint à l’abandon lors de la première course. Cependant, ildécroche un podium lors de la deuxième course. Lors de la finale du championnat au Castellet, il abandonne lors des deux premières courses, mais termine sa première saison complète en Formule 4 avec une troisième place. Yamakoshi termine 5e du championnat avec un total de 146 points.

#### 2023
En parallèle de sa campagne en Championnat de France de Formule 4,le Japonais rejoint l'équipe Tecnicar - Fórmula de Campeones pour le Championnat d'Espagne de Formule 4 2023. Lors de ses débuts à Aragón, Yamakoshi marque des points en terminant neuvième de sa première course. En revanche, son deuxième week-end, à Navarre, est plus difficile, avec deux abandons et une 14e place. Le reste de sa campagne partielle lui permet d'inscrire plusieurs points, malgré un matériel peu performant. Il termine la saison à la 14e place du championnat avec un total de 18 points.

#### 2024
Il rejoint Monlau Motorsport pour la quatrième manche du Championnat d'Espagne de Formule 4 2024 à Aragón en tant que pilote invité. Il termine 8e lors de la première course, abandonné lors de la deuxième et termune 14e dans la troisième. Bien qu'étant un pilote invité, il est éligible pour marquer des points et est également le mieux classé parmi les pilotes invités à la fin de la saison.

#### Championnat d'Italie de Formule 4

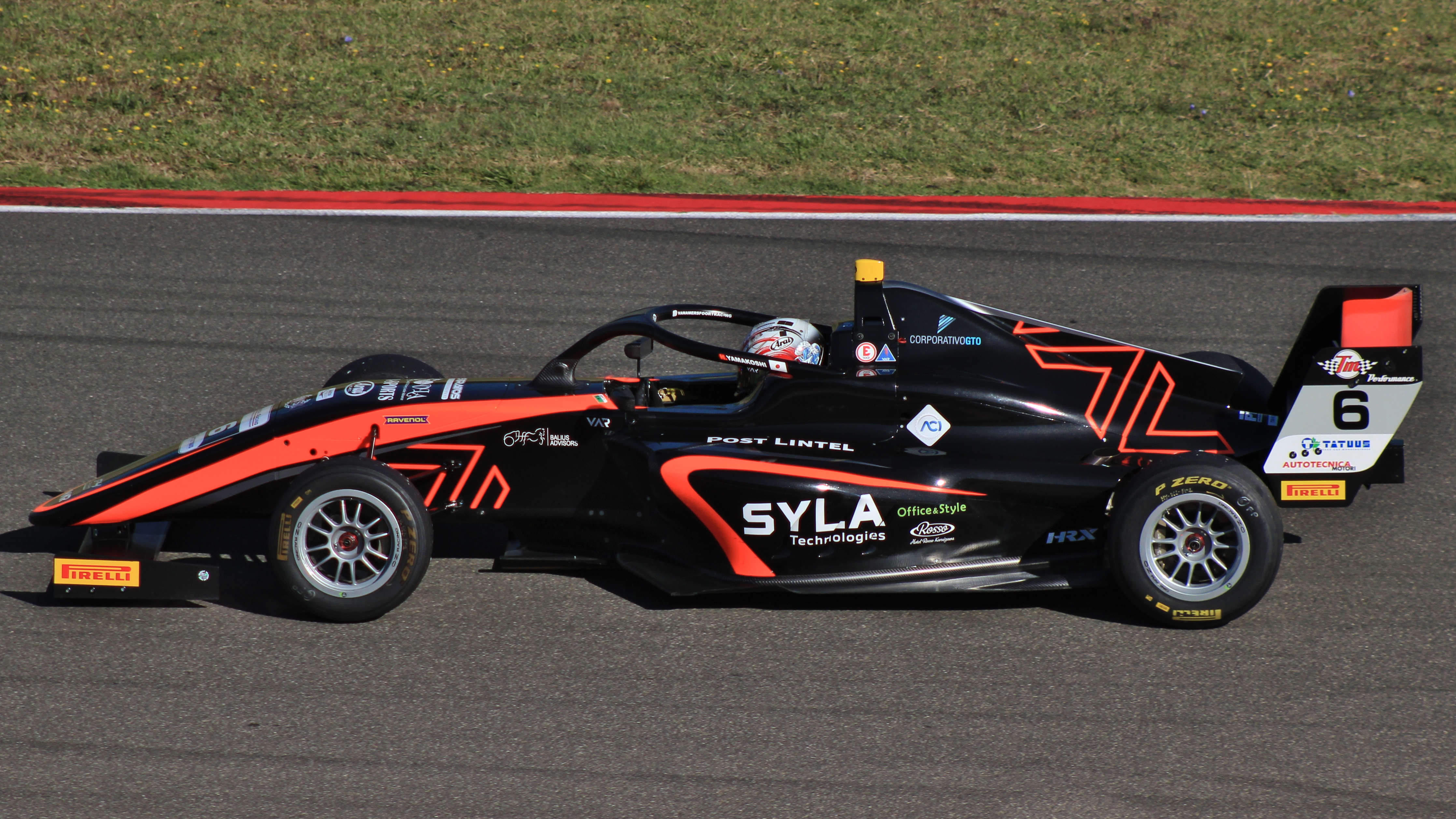
Hiyu Yamakoshi en Formule 4 italienne en 2024 au Mugello.

Pour la saison 2024, il participe principalement au championnat italien de Formule 4 avec l'équipe Van Amersfoort Racing. Dès sa première course à Misano, il marque des points dans les trois manches, décrochant une 6e place ainsi que deux 4e places.
A Imola, il obtient la pole position dans les trois courses et décroche sa première victoire de la saison lors de la première course, après que le vainqueur initial, Freddie Slater, ait été disqualifié en raison d'une infraction technique. Il gagne également la deuxième course, mais termine 27e lors de la troisième. Lors de la troisième manche disputée à Vallelunga, il ttermine troisième dans les trois courses. Il ne marque aucun point lors de la dernière manche disputée à Monza, où il est battu par son coéquipier Jack Beeton. Yamakoshi termine troisième du championnat avec deux victoires, trois pole positions, trois meilleurs tours, sept podiums et 220 points.

#### Championnat d'Euro 4
Yamakoshi participe au Championnat Euro 4 2024 avec Van Amersfoort Racing. Lors de la première course à Misano, il termine deuxième avant de remporter la deuxième course. Il décroche ensuite une nouvelle victoire lors de la deuxième manche au Red Bull Ring. Il termine 4e du championnat avec 89 points.

### Formule Régionale

#### Championnat d'Europe de Formule Régionale
En 2025, Yamakoshi rejoint le Championnat d'Europe de Formule Régionale avec Van Amersfoort Racing.

## Résultats en Karting
| Saison | Championnat                                    | Ecurie                   | Position |
| ------ | ---------------------------------------------- | ------------------------ | -------- |
| 2017   | JAF Junior Karting Championship - FP-Jr Cadets | Garage C                 | 6e       |
| 2017   | SL Akigase Series - YAMAHA Cadets              | Garage C                 | 7e       |
| 2018   | JAF Junior Karting Championship - FP-Jr        | Garage C                 | 6e       |
| 2018   | Motegi Kart Race - SSJ Open                    | Garage C                 | 2e       |
| 2019   | SL Akigase Series - YAMAHA SS                  | Garage C                 | 6e       |
| 2019   | SL National Championship - YAMAHA SS           | Garage C                 | 1er      |
| 2020   | All-Japan Karting Championship - FS-125        | Formula Blue Garage C    | 2e       |
| 2020   | SL National Championship - YAMAHA SS           | Garage C                 | 2e       |
| 2020   | IAME Series Japan - X30 Series                 | Garage C                 | 3e       |
| 2021   | All-Japan Karting Championship - OK            | Formula Blue Garage C    | 15e      |
| 2022   | CIK-FIA European Championship - OK             | IPK Official Racing Team | 30e      |
| 2022   | All-Japan Karting Championship - OK            | Garage C                 | NC       |

## Carrière

### Résultats en monoplace
| Saison | Championnat                                      | Écurie                | Courses | Victoires | Pole positions | Meilleurs tours | Podiums | Points | Classement |
| ------ | ------------------------------------------------ | --------------------- | ------- | --------- | -------------- | --------------- | ------- | ------ | ---------- |
| 2023   | Championnat des Émirats arabes unis de Formule 4 | Pinnacle Motorsport   | 6       | 0         | 0              | 0               | 0       | 8      | 22e        |
| 2023   | Championnat de France de Formule 4               | FFSA Academy          | 21      | 0         | 0              | 2               | 5       | 146    | 5e         |
| 2023   | Championnat d'Espagne de Formule 4               | Fórmula de Campeones  | 15      | 0         | 0              | 0               | 0       | 19     | 14e        |
| 2024   | Championnat des Émirats arabes unis de Formule 4 | Pinnacle Motorsport   | 3       | 0         | 0              | 0               | 0       | 0      | 32e        |
| 2024   | Championnat d'Italie de Formule 4                | Van Amersfoort Racing | 21      | 2         | 3              | 3               | 7       | 220    | 4e         |
| 2024   | Championnat d'Euro 4                             | Van Amersfoort Racing | 9       | 2         | 0              | 1               | 4       | 89     | 4e         |
| 2024   | Championnat d'Espagne de Formule 4               | Monlau Motorsport     | 3       | 0         | 0              | 0               | 0       | 0†     | n.c        |
| 2025   | Formule Régionale Moyen-Orient                   | Pinnacle Motorsport   | 9       | 0         | 0              | 0               | 0       | 28     | 16e        |
| 2025   | Formule Régionale Europe                         | Van Amersfoort Racing | 12      | 0         | 0              | 0               | 2       | 78     | 7e         |
| 2025   | Championnat de Grande-Bretagne de Formule 3      | Hillspeed             | 6       | 0         | 0              | 0               | 0       | 71     | 18e        |

† Yamakoshi étant un pilote invité, il était inéligible aux points.

### Résultats en Championnat des Émirats arabes unis de Formule 4
(Les courses en gras indiquent une pole position) (Les courses en Italiques indiquent un meilleur tour)
| Saison | Ecurie              | 1      | 2      | 3      | 4         | 5          | 6         | 7        | 8          | 9        | 10         | 11        | 12         | 13     | 14     | 15     | Classement | Points |
| ------ | ------------------- | ------ | ------ | ------ | --------- | ---------- | --------- | -------- | ---------- | -------- | ---------- | --------- | ---------- | ------ | ------ | ------ | ---------- | ------ |
| 2023   | Pinnacle Motorsport | DUB1 1 | DUB1 2 | DUB1 3 | KMT1 1 17 | KMT1 2 Abd | KMT1 3 34 | KMT2 1 9 | KMT2 2 Abd | KMT2 3 7 | DUB2 1     | DUB2 2    | DUB2 3     | YAS 1  | YAS 2  | YAS 3  | 22e        | 8      |
| 2024   | Pinnacle Motorsport | YAS1 1 | YAS1 2 | YAS1 3 | YAS2 1    | YAS2 2     | YAS2 3    | DUB1 1   | DUB1 2     | DUB1 3   | YAS3 1 29† | YAS3 2 17 | YAS3 3 Abd | DUB2 1 | DUB2 2 | DUB2 3 | 32e        | 0      |

### Résultats en Championnat de France de Formule 4
(Les courses en gras indiquent une pole position) (Les courses en Italiques indiquent un meilleur tour)
| Saison | 1       | 2       | 3       | 4       | 5       | 6     | 7       | 8         | 9       | 10      | 11      | 12      | 13       | 14       | 15        | 16        | 17    | 18      | 19        | 20        | 21    | Classement | Points |
| ------ | ------- | ------- | ------- | ------- | ------- | ----- | ------- | --------- | ------- | ------- | ------- | ------- | -------- | -------- | --------- | --------- | ----- | ------- | --------- | --------- | ----- | ---------- | ------ |
| 2023   | NOG 1 7 | NOG 2 7 | NOG 3 6 | MAG 1 5 | MAG 2 8 | MAG 3 | PAU 1 3 | PAU 2 Abd | PAU 3 4 | SPA 1 4 | SPA 2 5 | SPA 3 2 | MIS 1 17 | MIS 2 12 | MIS 3 Abd | LÉD 1 Abd | LÉD 2 | LÉD 3 4 | LEC 1 Abd | LEC 2 Abd | LEC 3 | 5e         | 146    |

### Résultats en championnat d'Italie de Formule 4
(Les courses en gras indiquent une pole position) (Les courses en Italiques indiquent un meilleur tour)
| Saison | Ecurie                | 1       | 2       | 3       | 4     | 5       | 6        | 7       | 8       | 9     | 10      | 11      | 12      | 13      | 14      | 15       | 16      | 17    | 18      | 19       | 20       | 21       | Classement | Points |
| ------ | --------------------- | ------- | ------- | ------- | ----- | ------- | -------- | ------- | ------- | ----- | ------- | ------- | ------- | ------- | ------- | -------- | ------- | ----- | ------- | -------- | -------- | -------- | ---------- | ------ |
| 2024   | Van Amersfoort Racing | MIS 1 6 | MIS 2 4 | MIS 3 4 | IMO 1 | IMO 2 1 | IMO 3 27 | VLL 1 3 | VLL 2 3 | VLL 3 | MUG 1 4 | MUG 2 5 | MUG 3 4 | LEC 1 6 | LEC 2 5 | LEC 3 22 | CAT 1 3 | CAT 2 | CAT 3 6 | MNZ 1 12 | MNZ 2 18 | MNZ 3 15 | 3e         | 220    |

### Résultats complets en championnat d'Euro 4
(Les courses en gras indiquent une pole position) (Les courses en Italiques indiquent un meilleur tour)
| Saison | Ecurie                | 1       | 2       | 3        | 4         | 5       | 6       | 7        | 8       | 9        | Classement | Points |
| ------ | --------------------- | ------- | ------- | -------- | --------- | ------- | ------- | -------- | ------- | -------- | ---------- | ------ |
| 2024   | Van Amersfoort Racing | MUG 1 2 | MUG 2 1 | MUG 3 11 | RBR 1 25† | RBR 2 3 | RBR 3 1 | MNZ 1 11 | MNZ 2 7 | MNZ 3 15 | 4e         | 89     |

### Résultats en Championnat du Moyen-Orient de Formule Régionale
(Les courses en gras indiquent une pole position) (Les courses en Italiques indiquent un meilleur tour)
| Saison | Ecurie              | 1      | 2      | 3      | 4      | 5      | 6      | 7         | 8        | 9       | 10        | 11       | 12       | 13       | 14        | 15       | Classement | Points |
| ------ | ------------------- | ------ | ------ | ------ | ------ | ------ | ------ | --------- | -------- | ------- | --------- | -------- | -------- | -------- | --------- | -------- | ---------- | ------ |
| 2025   | Pinnacle Motorsport | YMC1 1 | YMC1 2 | YMC1 3 | YMC2 1 | YMC2 2 | YMC2 3 | DUB 1 26† | DUB 2 19 | DUB 3 8 | YMC3 1 17 | YMC3 2 9 | YMC3 3 5 | LSL 1 10 | LSL 2 22† | LSL 3 10 | 16e        | 28     |

### Résultats en Championnat d'Europe de Formule Régionale
(Les courses en gras indiquent une pole position) (Les courses en Italiques indiquent un meilleur tour)
| Saison | Ecurie                | 1     | 2     | 3     | 4     | 5     | 6     | 7     | 8     | 9     | 10    | 11    | 12    | 13    | 14    | 15    | 16    | 17    | 18    | 19    | 20    | Classement | Points |
| ------ | --------------------- | ----- | ----- | ----- | ----- | ----- | ----- | ----- | ----- | ----- | ----- | ----- | ----- | ----- | ----- | ----- | ----- | ----- | ----- | ----- | ----- | ---------- | ------ |
| 2025   | Van Amersfoort Racing | MIS 1 | MIS 2 | SPA 1 | SPA 2 | ZAN 1 | ZAN 2 | HUN 1 | HUN 2 | LEC 1 | LEC 2 | IMO 1 | IMO 2 | RBR 1 | RBR 2 | CAT 1 | CAT 2 | HOC 1 | HOC 2 | MNZ 1 | MNZ 2 | TBD        | TBD    |